# Scleropodiopsis laxiretis
Scleropodiopsis laxiretis är en bladmossart som beskrevs av Mikhail Stanislavovich Ignatov 1998. Scleropodiopsis laxiretis ingår i släktet Scleropodiopsis och familjen Brachytheciaceae. Inga underarter finns listade i Catalogue of Life.